# Manifiesto de Ginebra

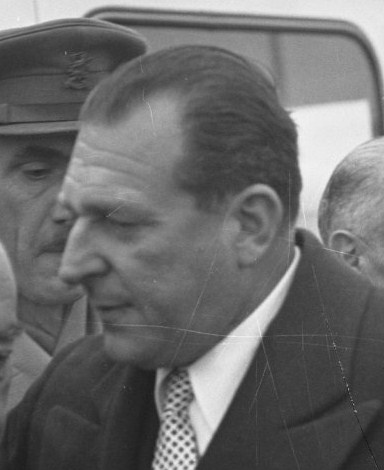
don Juan de Borbón, pretendiente al trono de España y autor del "Manifiesto de Ginebra"

El llamado Manifiesto de Ginebra fueron unas declaraciones de don Juan de Borbón al periódico suizo Journal de Genève publicadas el 11 de noviembre de 1942 en las que le reclamaba al general Franco, entonces en el poder en España, que diera paso a la restauración de la monarquía en su persona, como legítimo heredero del rey Alfonso XIII fallecido en febrero del año anterior. Las declaraciones fueron hechas inmediatamente después de que se produjera el desembarco aliado en Marruecos y Argelia que dio un giro a la Segunda Guerra Mundial y que amenazaba la supervivencia de la Dictadura franquista alineada con las potencias del Eje.

## Antecedentes
Don Juan de Borbón, heredero al trono de España tras la abdicación y muerte de su padre el rey Alfonso XIII, apoyó al régimen franquista en los primeros años, lo que era coherente con sus convicciones políticas pues durante la República había mantenido relaciones estrechas con la derecha autoritaria de Acción Española —uno de cuyos fundadores, Eugenio Vegas Latapié, fue su consejero durante mucho tiempo—. Cuando estalló la guerra civil intentó alistarse por dos veces en el bando sublevado impidiéndoselo el general Mola, la primera, y el general Franco, la segunda, y durante la misma se identificó totalmente con los nacionales, con lo que «desaprovechó la oportunidad de perfilarse ya entonces como el rey de todos los españoles».
A principios de 1941 don Juan buscó el apoyo de la Alemania nazi para la restauración de la monarquía. Así en abril un representante suyo viajó a Berlín para establecer un enlace directo con el Ministerio de Asuntos Exteriores alemán y de esa forma reducir la influencia británica entre los círculos monárquicos españoles y la propia cuestión sucesoria, pero el representante de Ribbentrop le contestó que Alemania no estaba interesada en la propuesta —pues ya ejercía una gran influencia en España a través de la Falange y de Serrano Suñer—, aunque mantendría buenas relaciones con un gobierno «nacional» que pudiera establecerse en Madrid —de hecho el enviado de don Juan había pedido que el gobierno alemán presionara a Franco para que abandonara el poder y evitar así un golpe de Estado que estaban preparando los generales monárquicos—. A pesar del fracaso del viaje a Berlín los contactos con la Alemania nazi prosiguieron en los meses siguientes después de que don Juan se trasladara de Roma a Lausana.

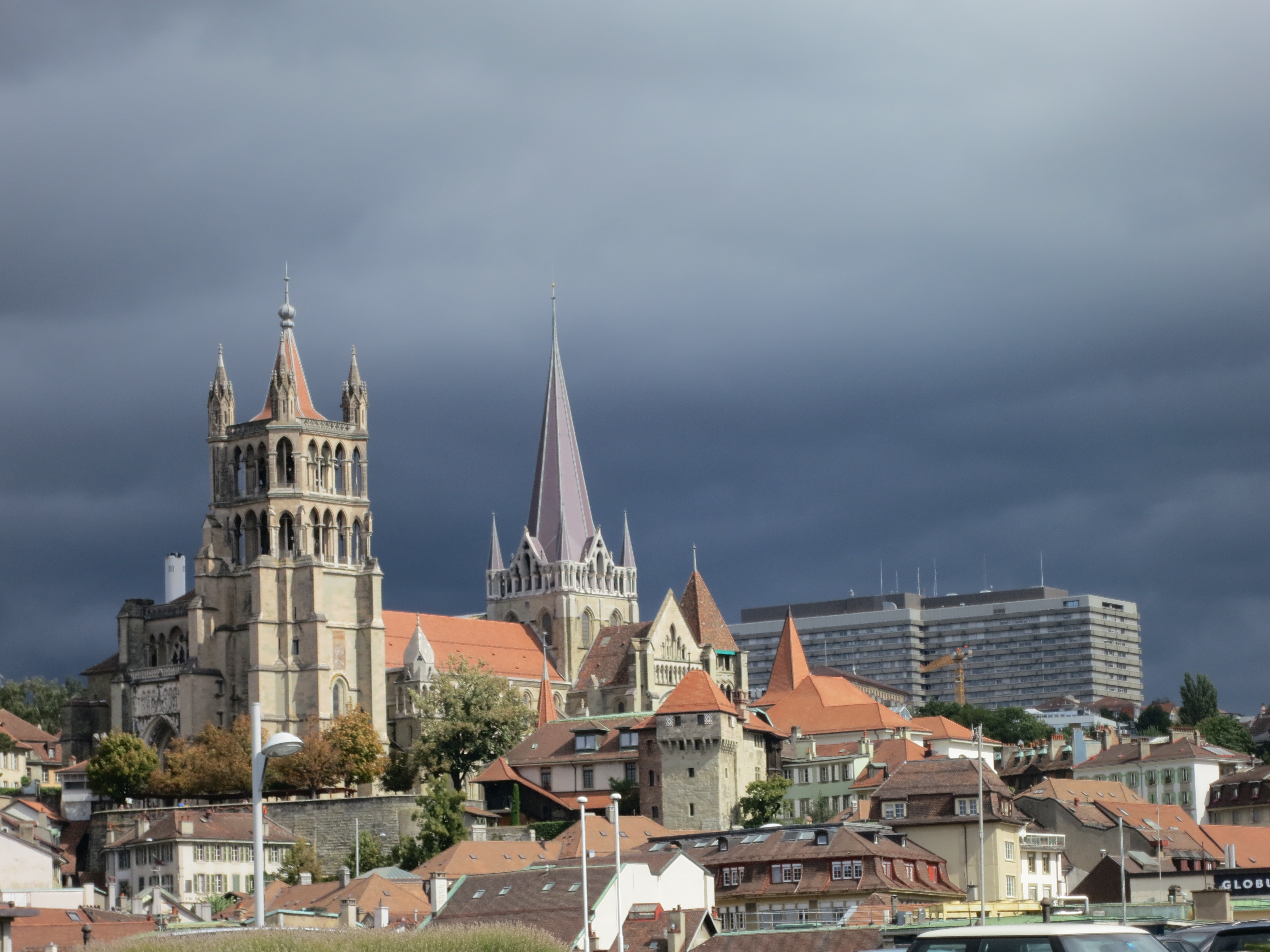
Vista de Lausana, ciudad suiza a donde en 1941 trasladó don Juan de Borbón su residencia desde Roma.

Por su parte los militares monárquicos habían comenzado a presionar a Franco para que diera paso a la monarquía una vez superada la crisis de mayo de 1941. En julio de ese mismo año formaron una junta integrada por cinco generales presidida por el general Luis Orgaz, Alto Comisario Español en Marruecos. Los otros generales eran el general Saliquet, capitán general de la I Región Militar (Madrid); el general Solchaga, capitán general de la VII Región Militar (Valladolid); el general Kindelán, capitán general de la IV Región Militar (Barcelona); y el general Aranda.
En la conspiración estaban implicados en mayor o menor medida otros militares y también formaban parte de ella destacados políticos monárquicos, como Julio López Oliván, quien desde Suiza ejercía de enlace entre la junta y don Juan de Borbón, Pedro Sainz Rodríguez, quien junto con los generales Kindelán y Aranda constituía el grupo dirigente de la conspiración, y Eugenio Vegas Latapié —José María Gil Robles desde el exilio también les dio su apoyo más tarde— . Los conspiradores estaban convencidos de que de un momento a otro se iba producir la invasión alemana de España, a la que pensaban responder formando un gobierno provisional en el protectorado español de Marruecos que pediría ayuda a Gran Bretaña a la que se le proporcionarían bases en las islas Canarias. Sin embargo, existían numerosas discrepancias sobre la composición del hipotético gobierno provisional —con predominio de los militares, como defendía Aranda, o de los civiles como propugnaba Sainz Rodríguez— y sobre sus objetivos —Aranda se contentaba con disolver la Falange y Sainz Rodríguez defendía abiertamente la restauración de la monarquía—.
Ante la ofensiva de los monárquicos el general Franco le envió el 30 de septiembre una carta a don Juan de Borbón en la que le decía que consideraba a la Monarquía como la culminación de la obra del Movimiento, y que ese era «él único camino» para la «instauración» —no restauración— del «Régimen tradicional, del que para mí sois el único y legítimo representante». En su respuesta don Juan, tras coincidir con el general Franco en que «se hace preciso realizar en España la fecunda revolución que supone el retorno a lo que ha sido y es específicamente nuestro sentido religioso de la vida, incluido lo social y la reafirmación del núcleo familiar, de las corporaciones profesionales y de la vida local», le reclamó la formación inmediata de una Regencia que organizara el tránsito hacia el «Estado monárquico, con tiempo suficiente para que pueda oírse su voz en esta contienda de Europa contra el comunismo empezada en España en 1936 en defensa y para la expansión de los más sagrados valores patrios».
En la reunión que mantuvieron el 22 de noviembre los conspiradores apoyaron la constitución de un consejo de regencia que asegurara la restauración de la monarquía. Como esto significaba apartar a Franco del poder, varios generales se retiraron y, por otro lado, el gobierno británico, con cuyo respaldo habían contado hasta entonces , tampoco quiso comprometerse en el derrocamiento de Franco. De esta forma la conspiración perdió fuerza.
El 26 de enero de 1942 el general Kindelán, tras haberse entrevistado con Franco el mes anterior, pronunció un discurso en la Capitanía General de Barcelona en el que le pidió al Caudillo la restauración de la monarquía como único medio para conseguir la «conciliación y la solidaridad» necesarias «entre los españoles». Franco, que estaba furioso, no reaccionó de inmediato y prefirió esperar. Empezó a actuar en junio de 1942 obligando a abandonar el país a Sainz Rodríguez y a Vegas Latapié, los dos cabecillas civiles de la conspiración.
Meses antes don Juan había hecho sus primeras declaraciones oficiales en las que entre otras cosas había dicho: «Hoy, como antaño, la Corona está por encima de los intereses de partido o de clase y, ajena a todo espíritu de rencor o de represalia, puede serenamente encarnar la justicia necesaria para restablecer la unidad moral de la Patria española». El general Franco le respondió en mayo mediante una carta en la que decía que la «revolución nacional» que encarnaba su régimen entroncaba con la tradición de la «Monarquía revolucionaria, totalitaria» de los Reyes Católicos y de Felipe II, a la que contraponía a las decadentes monarquías posteriores.

## Las declaraciones alJournal de Génève
El 11 de noviembre de 1942, sólo dos días después del inicio de la desembarco aliado en Marruecos y en Argelia, el periódico suizo Le Journal de Génève publicó unas declaraciones de don Juan de Borbón, en las que éste se desmarcaba del régimen franquista. Tras asegurar «que la Monarquía será restaurada y… no vacilaré un instante en ponerme a su servicio», decía: «Mi suprema ambición es la de ser el rey de una España en la cual todos los españoles, definitivamente reconciliados, podrán vivir en común». Así frente a la tesis que sostenían Franco y su asesor el capitán de navío Luis Carrero Blanco, de la Monarquía como continuidad del régimen franquista, don Juan presentaba la Monarquía como alternativa al mismo. Pocos días más tarde circuló clandestinamente por Madrid un manifiesto anónimo en el que se decía que Franco debía ser depuesto y sustituido por una Regencia que proclamara a don Juan como rey de España.
En estas declaraciones, también conocidas como el «manifiesto de Ginebra», don Juan de Borbón manifestaba por primera vez su aspiración a ocupar el trono de España y que había llegado el momento de poner fin al régimen franquista. «Atrás quedaban las afinidades ideológicas con Acción Española y se presentaba allí un hombre que anhelaba ser el rey de todos los españoles y no sólo de un bando, y que consideraba su misión principal conseguir la reconciliación de la nación, eliminando las causas que la mantenían dividida». Los motivos que le habían llevado a hacer estas declaraciones los explicó don Juan en una carta que le envió meses después a uno de los generales que le apoyaban:

En noviembre de 1942, temiendo que la política exterior del general Franco, política poco compatible con las obligaciones que impone la neutralidad estricta en la guerra mundial, pudiera provocar consecuencias peligrosas para el futuro de España, decidí hacer unas primeras declaraciones en las que, después de haber presentado ciertos puntos fundamentales de mi actitud, declaré que la Monarquía restaurada mantendría a toda costa una neutralidad escrupulosa y estricta con respecto a las naciones beligerantes.

## Consecuencias

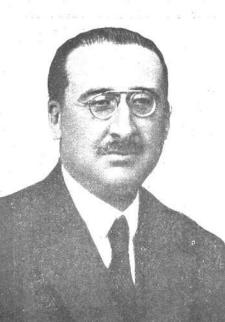
Manuel González Hontoria, miembro del comité monárquico que se formó en marzo de 1943 para promover la causa de don Juan de Borbón.

Según Harmurt Heine, «el "manifiesto de Ginebra" fue como un llamamiento a los partidarios del pretendiente a que apoyasen su causa con mayor vigor que el que habían manifestado en el pasado, y algunos de ellos respondieron a esa señal». Así, el mismo día en que apareció el «manifiesto de Ginebra» el general Kindelán se entrevistaba con Franco en Madrid para pedirle en su nombre y en el del resto de generales monárquicos (Gómez Jordana, Dávila, Aranda, Orgaz, Vigón y Varela) que proclamase la monarquía y se declarase regente, y para decirle también que el Ejército no podía aceptar que su Generalísimo fuera al mismo tiempo el jefe de un partido, Falange, al que hacía responsable de la «marcha a la deriva [de] la nave del Estado en completo desgobierno», tal como les dijo a los generales, jefes y oficiales que reunió en su casa cuando regresó a Barcelona —donde estaba al frente de la Capitanía General de la IV Región Militar—. «Franco apretó los dientes y respondió en un tono conciliador y taimado. Negó cualquier compromiso formal con el Eje, afirmó que no deseaba permanecer más de lo necesario en un cargo que cada día encontraba más desagradable y confesó que quería que don Juan fuera su sucesor». Dos meses después lo destituyó de su puesto al frente de la Capitanía General de Cataluña, nombrándolo director de la Escuela Superior del Ejército, que no tenía mando directo sobre tropas. Fue sustituido por el falangista general Moscardó.
En la primavera de 1943 se vio la primera muestra de la campaña semiclandestina que se desarrolló a favor de don Juan. Aparecieron en Madrid unas octavillas, imitando a las tarjetas postales, en las que aparecía una foto y la biografía del pretendiente, junto con un fragmento del discurso de la primavera de 1942. Por esas mismas fechas se formó un comité monárquico integrado por Alfonso García Valdecasas, Germiniano Carrascal, Joan Ventosa i Calvell, Manuel González Hontoria y José María Oriol, que representaba al sector de la Comunión Tradicionalista que encabezaba el conde de Rodezno. También se produjo entonces el primer intento de don Juan de trasladar su residencia de Lausana a Portugal, pero Oliveira Salazar no lo autorizó y el gobierno británico tampoco lo presionó porque que no quería incomodar a Franco ni poner en peligro el Bloque Ibérico.